# Buderus
Buderus è un'azienda tedesca che progetta e produce oggetti in ghisa e ferro grezzo, specializzata nella produzione di caldaie a basamento in acciaio e ghisa e caldaie murali. Ha sede a Wetzlar.
I primi stabilimenti, costruiti a Lollar e Wetzlar, risalgono alla seconda metà del XIX secolo (1854 e 1870), e sono tutt'oggi esistenti e funzionanti.
Nel 1898 la Buderus progetta e brevetta il primo elemento in ghisa, dando vita alla produzione dei primi radiatori.
L'anno seguente l'azienda viene quotata in Borsa.
Nel 1918 vengono prodotte e commercializzate le prime caldaie a gasolio di grossa potenza, mentre nel 1953 la Buderus produce le prime caldaie in acciaio e a vapore destinate ai grandi impianti centralizzati.
Dal 2003 fa parte del gruppo Robert Bosch GmbH. L'anno seguente, il Gruppo Bosch decide di dismettere la produzione di acciai, per produrre unicamente prodotti per il riscaldamento, la climatizzazione e lo sfruttamento di fonti energetiche, e da allora ne costituisce la Divisione termotecnica. La produzione si svolge in 5 siti produttivi tutti concentrati in Germania, esclusi i radiatori a piastre che vengono prodotti in Italia in produzione OEM a Moimacco (UD).